# Emperor

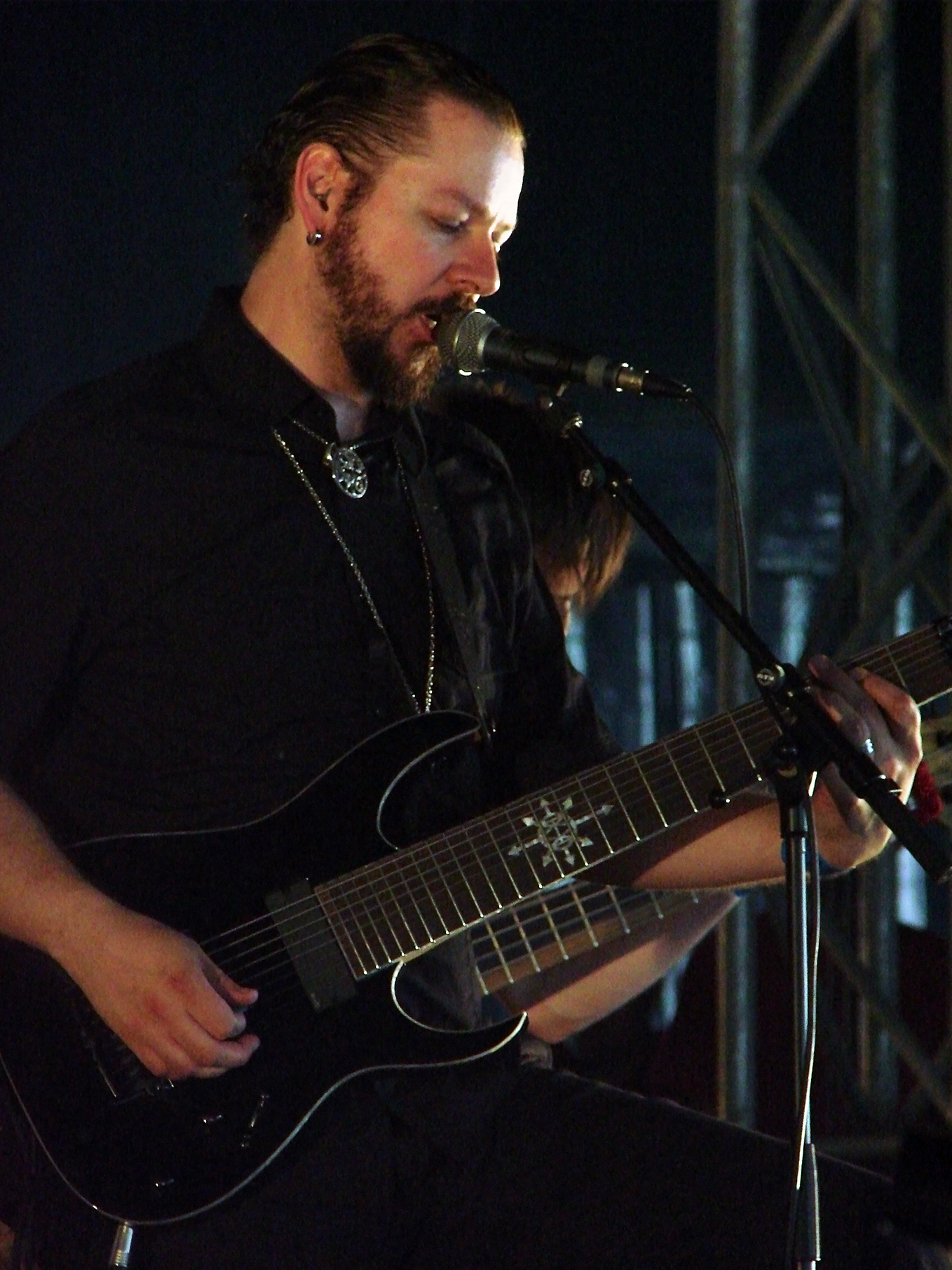
Ihsahn

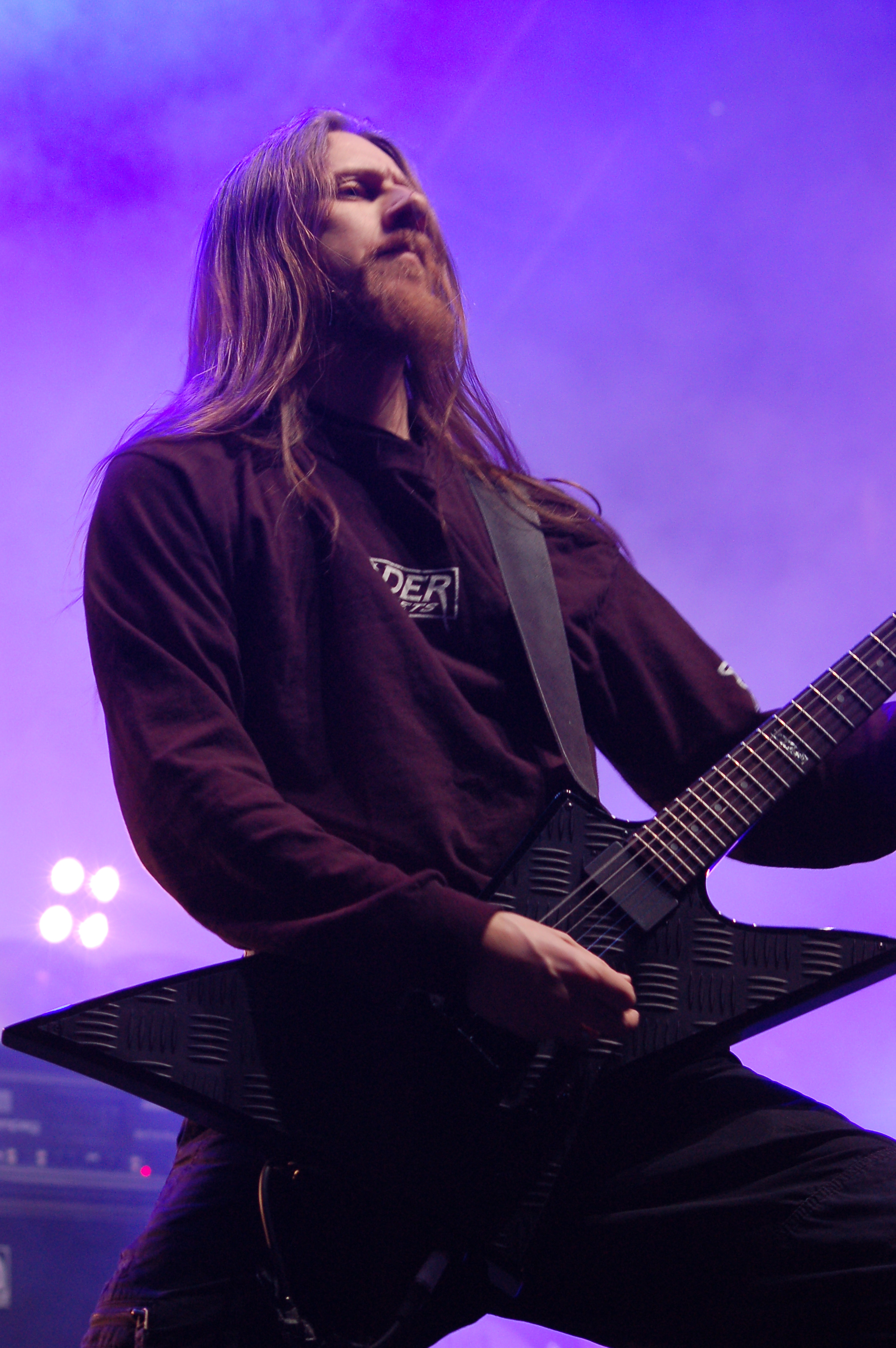
Samoth

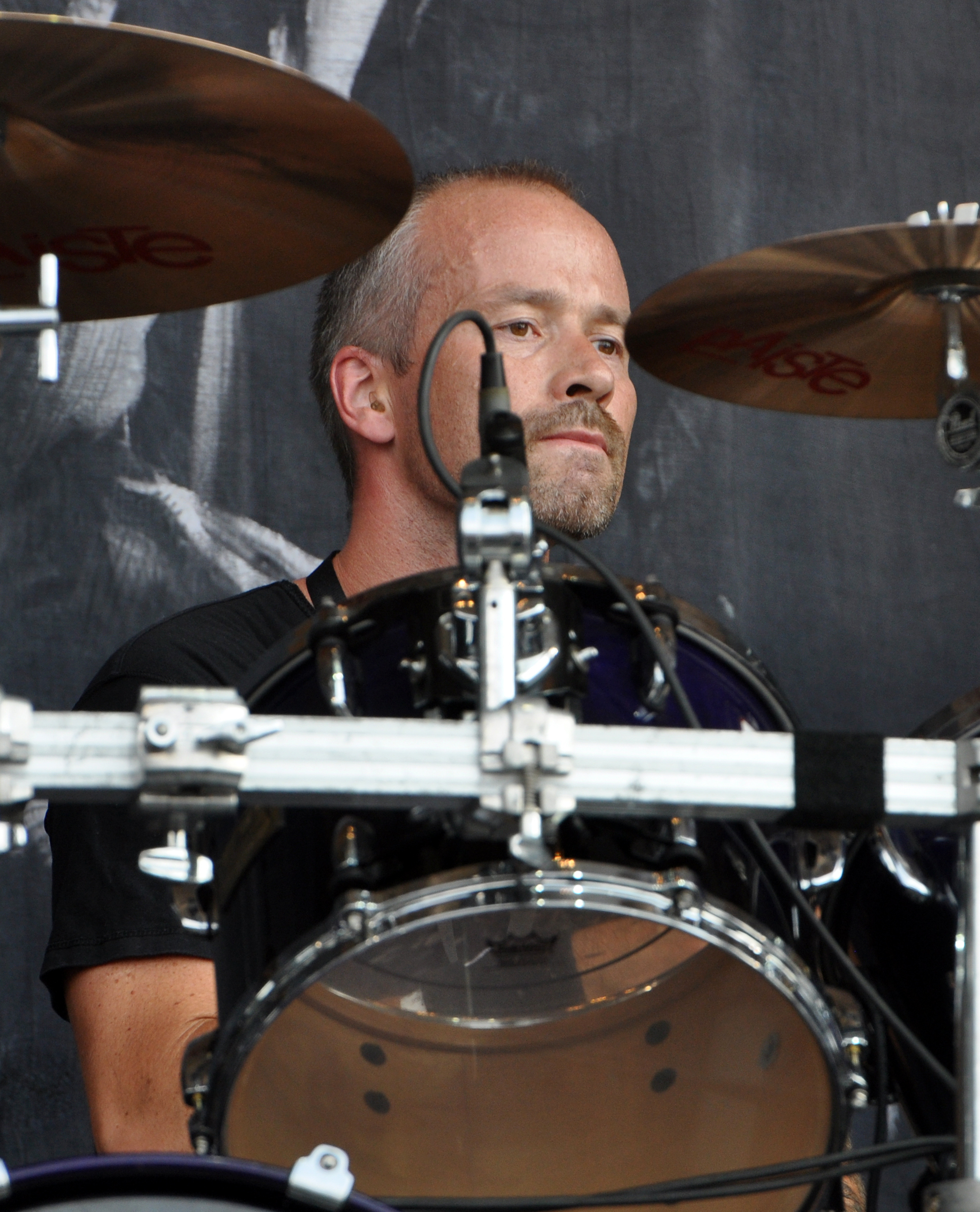
Faust

Emperor este o formație de black metal înființată în 1991 în Notodden, Norvegia de către Vegard "Ihsahn" Tveitan (vocal, chitară) și Tomas "Samoth" Haugen (baterie). Formația a creat subgenul symphonic black metal și este considerată a fi una dintre cele mai influente și copiate formații black metal. Samoth și Faust au fost implicați în acțiunile așa numitului Cerc Negru.
În 10 ani de existență formația a lansat 4 albume de studio, 4 EP-uri și 2 albume live.

## Istoric

### Anii de început (1991–1993)
În 1990 Ihsahn și Samoth au înființat formația Dark Device, genul muzical adoptat fiind death metal; ulterior cei doi au schimbat numele formației în Xerasia, apoi Embryonic și în final Thou Shalt Suffer. În 1991 formația își schimbă din nou numele, de data aceasta în Emperor, schimbându-și de asemenea și genul muzical în black metal. În același an se alătură formației Mortiis (chitară bas). În această formulă Emperor lansează în 1992 demo-ul Wrath of the Tyrant. Acest demo s-a bucurat de un succes deosebit în cadrul comunității underground și, astfel, a captat atenția celor de la casa de discuri Candlelight Records cu care formația a semnat un contract. Tot în 1992 Mortiis părăsește formația, dar nu mai înainte de înregistrarea EP-ului Emperor, lansat în 1993. Pe acest EP bateria este preluată de Faust (care s-a alăturat formației un an mai devreme, în 1992), iar Samoth cântă la chitară, instrumentul său principal. În 1993 se alătură formației Tchort, acesta preluând chitara bas de la Mortiis. În această formulă formația începe înregistrările pentru albumul de debut In the Nightside Eclipse, lansat în 1994. Albumul este considerat a fi primul album symphonic black metal. Tot în 1993 Emperor a concertat alături de formația Cradle of Filth, puțin cunoscută pe atunci, în cadrul turneului susținut de aceasta în Regatul Unit.

### Detenția unor membri (1994–1996)
În cursul anului 1992 membrii Cercului Negru, printre care și Samoth și Faust, au fost implicați în mai multe incendieri de biserici. Independent de aceste acțiuni, în 21 august 1992, în Lillehammer, Faust îl ucide pe Magne Andreassen, un bărbat homosexual. După cum chiar Faust spune, crima nu a avut nimic de-a face cu comunitatea black metal din care făcea parte, fiind mai degrabă un impuls de moment. Două zile mai târziu, în 23 august 1992, Faust împreună cu Varg Vikernes și Euronymous au incendiat biserica Holmenkollen din Oslo. În 13 septembrie 1992 Samoth împreună cu Varg Vikernes au incendiat biserica Skjold din Vindafjord. În 1993 declarațiile făcute de Varg în presa norvegiană au determinat poliția să înceapă o investigație care a avut ca rezultat arestarea lui Varg, Samoth și Faust. În urma proceselor care au avut loc în 1994, Samoth a fost găsit vinovat de incendierea bisericii Skjold și a fost condamnat la 1 an și 4 luni de închisoare, iar Faust a fost găsit vinovat de omor și a fost condamnat la 14 ani de închisoare. Mai mult, tot în 1994 Tchort a fost condamnat la 6 luni de închisoare pentru agresiune (cu un cuțit) și profanare de morminte. Cu doar un singur membru rămas în libertate, mai exact Ihsahn, Emperor efectiv a încetat să existe.

### Reluarea activității (1996–2001)
Dintre cei trei membri condamnați, mai exact Samoth, Faust și Tchort, doar Samoth s-a întors la formație; Faust a fost eliberat în 2003, dar formația fusese desființată doi ani mai devreme, iar Tchort s-a distanțat de scena black metal din cauza decesului fiicei lui. În locul lui Faust a venit Trym Torson de la Enslaved, iar în locul lui Tchort a venit Alver. În această nouă formulă Emperor lansează în 1997 EP-ul Reverence, urmat la scurt timp de cel de-al doilea album, Anthems to the Welkin at Dusk. Revista Terrorizer a clasat albumul pe primul loc în clasamentul "Cele mai bune 30 de albume ale anului 1997". Pe acest album este inclusă melodia Ye Entrancemperium, una dintre cele mai cunoscute melodii ale formației. În 1998 Alver părăsește formația, chitara bas fiind preluată de Ihsahn. Formația va rămâne un trio din acest moment.
Tot în 1998 Ihsahn împreună cu Ihriel, soția lui, au înființat formația Peccatum (avant garde metal), iar Samoth împreună cu Trym Torson au înființat formația Zyklon (black / death metal). În același an Emperor a contribuit la tributul adus lui Darkthrone sub forma compilației Darkthrone Holy Darkthrone cu un cover după melodia Cromlech. În 1999 Emperor a concertat alături de cunoscuta formație Morbid Angel în cadrul turneului susținut de aceasta în Europa. În același an a fost lansat cel de-al treilea album, IX Equilibrium. Părerea generală este că acest album reprezintă un declin, majoritatea considerându-l haotic. În 2000 Emperor a contribuit la tributul adus lui Mayhem sub forma compilației Originators of the Northern Darkness - A Tribute to Mayhem cu un cover după melodia Funeral Fog. În 2001 Emperor a lansat cel de-al patrulea (și ultimul) album, Prometheus: The Discipline of Fire & Demise. Spre deosebire de precedentele albume, acesta a fost în întregime compus de Ihsahn.
Într-un interviu din 2005 Ihsahn a explicat motivele desființării formației:
"Decizia s-a bazat pe sentimentul că Emperor a dat dovadă de integritate și pe faptul că, dacă am vrea să desființăm formația, atunci ar trebui s-o desființăm cât timp încă facem muzică bună. Pentru noi, decizia a fost luată în spiritul black metal-ului. Eu și Samoth ne îndreptam în direcții [muzicale] diferite, așa că nu mai avea nici un rost să continuăm. Nucleul formației nu mai era intact. Probabil că am fi făcut mai mulți bani dacă am fi continuat, dar nu am intrat în black metal pentru a ne câștiga existența ."

### După desființare (2002–prezent)
După desființare cei trei membri și-au continuat activitatea muzicală în cadrul formațiilor înființate anterior; Ihsahn s-a concentrat asupra proiectului său Peccatum, iar Samoth și Trym Torson și-au îndreptat atenția asupra formației Zyklon.
În anii următori Emperor s-a reunit de câteva ori cu ocazia unor festivaluri sau scurte turnee. În 2006 Emperor a participat la festivalul Inferno din Norvegia și la festivalul Wacken Open Air din Germania. Tot în 2006 formația a susținut un turneu în Statele Unite; la acest turneu au participat doar Ihsahn și Trym Torson deoarece lui Samoth nu i-a fost acordată viza de către autoritățile americane. În 2007 Emperor a participat la festivalul Hellfest din Franța și la festivalul Tuska Open Air din Finlanda. Tot în 2007 formația a susținut un al doilea turneu în Statele Unite; de data aceasta toți cei trei membri au fost prezenți.
În 2013 Emperor a anunțat că în 2014 va participa din nou la festivalul Wacken Open Air și la festivalul Bloodstock Open Air din Regatul Unit. Pentru aceste concerte va reveni în formație Faust.

## Discografie

### Albume de studio
- In the Nightside Eclipse (1994)
- Anthems to the Welkin at Dusk (1997)
- IX Equilibrium (1999)
- Prometheus: The Discipline of Fire & Demise (2001)

### EP-uri
- Emperor (1993)
- As the Shadows Rise (1994)
- Reverence (1997)
- Thus Spake the Nightspirit / Inno a Satana (2009)

### Albume live
- Emperial Live Ceremony (2000)
- Live Inferno (2009)

### Demo-uri
- Wrath of the Tyrant (1992)

### Compilații
- Emperor / Wrath of the Tyrant (1998)
- The Emperial Vinyl Presentation (2001)
- Scattered Ashes: A Decade of Emperial Wrath (2003)
- Live Inferno (2009)

## Video
- Emperial Live Ceremony (2000)
- Live at Wacken Open Air 2006: A Night of Emperial Wrath (2009)

membrii Emperor au apărut în câteva documentare
- Det Svarte Alvor (1994)
- Norsk Rocks Historie (2003)
- Metal: A Headbanger's Journey (2005)
- Black Metal: The Music Of Satan (2010)

### Videoclipuri
- The Loss and Curse of Reverence (1997)
- Empty (2001)

## Membrii formației

### Membri actuali
- Ihsahn (Vegard Tveitan) - vocal, chitară, sintetizator (1991 - 2001, 2005 - 2007, 2013 - prezent), chitară bas (1999 - 2001)
- Samoth (Tomas Haugen) - chitară (1991 - 2001, 2005 - 2007, 2013 - prezent), baterie (1991 - 1992)
- Faust (Bård Eithun) - baterie (1992 - 1994, 2013 - prezent)

### Foști membri
- Mortiis (Håvard Ellefsen) - chitară bas (1991 - 1992)
- Tchort (Terje Schei) - chitară bas (1993 - 1994)
- Alver (Jonas Alver) - chitară bas (1995 - 1998)
- Trym Torson (Kai Johnny Mosaker) - baterie (1996 - 2001, 2005 - 2007)